# 악마 (2018년 영화)
《악마》(일본어: 悪魔, 영어: Devil)는 2018년 2월에 개봉한 일본의 미스터리, 스릴러, 드라마 영화이다.
 후지이 미치히토가 감독을 야마구치 켄토가 각본을 맡았다.
 일본은 2018년 2월 24일에 대한민국은 2020년 3월 19일에 개봉되었다.

## 줄거리
여고생 테루코와 그녀를 짝사랑하는 친척 스즈키가 사는 도쿄의

집에 하숙하게 된 대학 신입생 사이키

테루코가 사이키의 방을 자유롭게 드나들게 되면서 사이키의

마음이 흔들리는데 이를 눈치 챈 스즈키가 테루코는 자신의

약혼녀라며 경고를 하지만 그 경고를 무시하는 사이키와 이들의 관계는....

## 출연진
- 요시무라 카이토 - 사이키 역
- 오오노 이토 - 테루코 역
- 마에다 고키 - 스즈키 역
- 엔도 니이나 - 키노시타 아유미 역
- 야마시타 요리에 - 하야시 치에 역